# A Japán Birodalmi Haditengerészet hadihajóinak listája
Az alábbi lista a Japán Birodalmi Haditengerészet hadihajóit sorolja fel annak megalakulásától az 1945-ös feloszlatásáig. Azt követően egyetlen japán hadihajó sem maradt szolgálatban. Az 1950-es évektől hadrendbe állt hadihajókat az új japán haditengerészetről szóló cikk részletezi és listája sorolja fel.

## Középkori hadihajók
- Atakebune – 16. századi partmenti csatahajók. Összesített létszámuk nem ismert.
- Vörösvitorlás hajók – Körülbelül 350 felfegyverzett vitorláshajó, melyet a Tokugava-bakufu építtetett a 17. század elején az ázsiai és délkelet-ázsiai tengeri útvonalak biztosítására.
- San Buena Ventura (1607) – az angol származású William Adams építtette Tokugava Iejaszunak, mellyel áthajózták a Csendes-óceánt 1610-ben.
- San Juan Bautista (1614) – a Japán Császárság első nyugati mintájú vitorlás hadihajója, mellyel Haszekura Cunenaga nagykövetet hajózták át Amerikába 1614-ben.

## 19. századi hadihajók

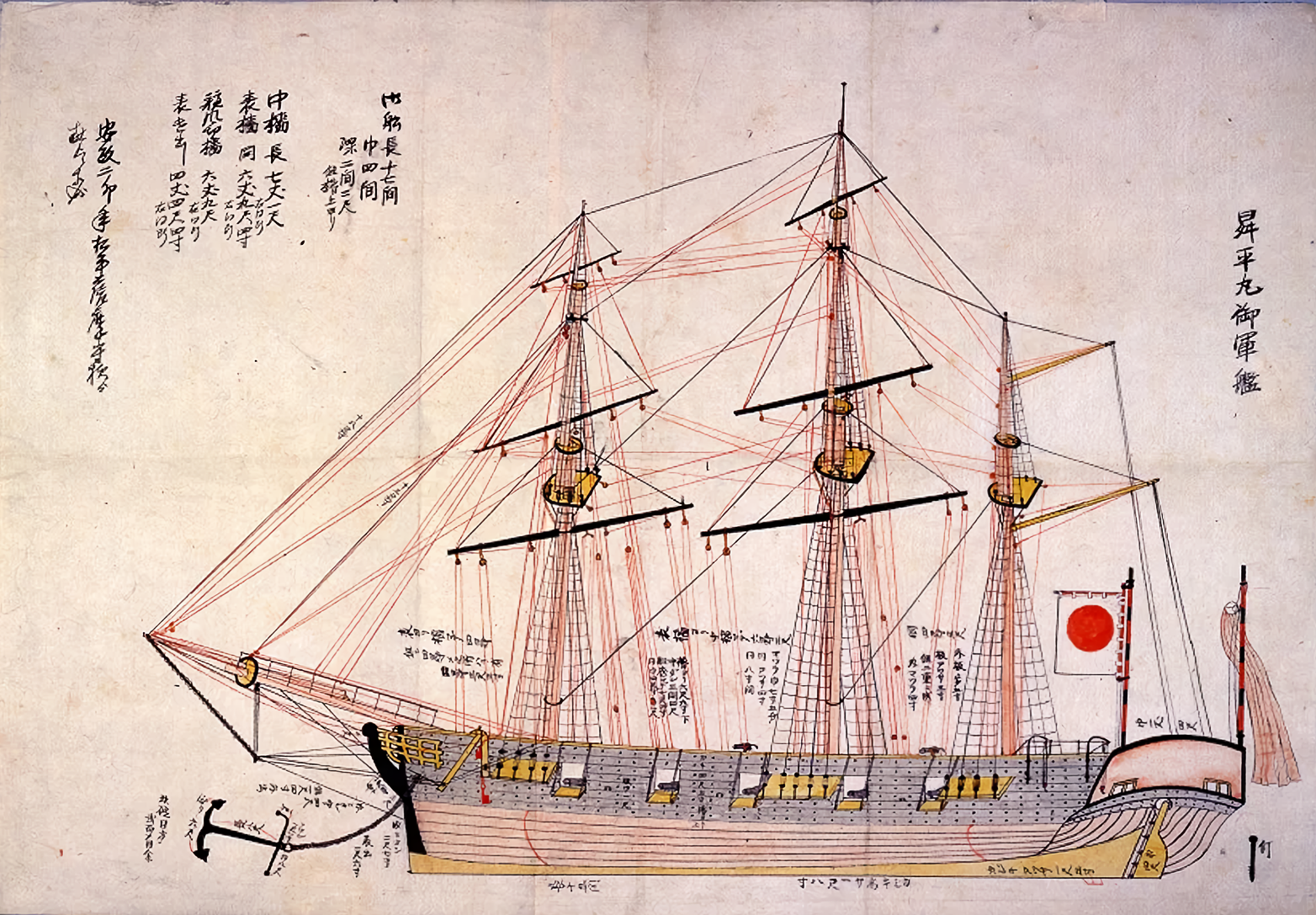
Sóhei Maru (1854)

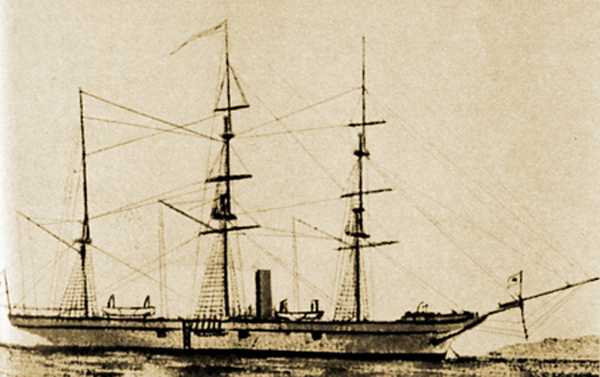
Kanrin Maru (1855)

### Nyugati mintájú vitorlás hadihajók
- Sóhei Maru (1854) – Japán első bezárkózás utáni, nyugati mintájú vitorlás hadihajója (まる - maru, azaz „hajó”).
- Hóó Maru (1854)
- Aszahi Maru (1856)

### Gőzhajtású hadihajók
- Kankó Maru (1855) – Japán első gőzhajtású hadihajója.
- Kanrin Maru (1855) – Japán első hajócsavar-hajtású hadihajója.
- Csójó (1858)
- Kaijó Maru (1866)
- Kaiten
- Banrjú
- Csógei
- Sinszoku
- Mikaho
- Joharu
- Kaszuga
- Csijodagata (1863) – Japán első önállóan épített gőzhajtású hadihajója.
- Hirjú – Az 1930-as évektől egy repülőgép-hordozó is viselte ezt a nevet.
- Teibo
- Rjúdzsó (1864)
- Unjo
- Nissin
- Takao
- Mósun

### Korvettek és ágyúnaszádok
korvettek
- Hiei korvettosztály
  - Hiei (1877)
  - Kongó (1877)
- Amagi

- Kaimon
- Tenrjú
- Kacuragi korvettosztály
  - Kacuragi
  - Jamato
  - Muszasi

ágyúnaszádok
- Cukusi ágyúnaszád
- Heien (1882) – Kínától 1895-ben zsákmányolt páncélozott ágyúnaszád
- Maja naszádosztály
  - Maja
  - Akagi
  - Atago
  - Csókai
- Ósima
- Bandzso
- Udzsi

## Csatahajók
- Kótecu (1864–1888) – Japán első acéltestű hadihajója, később átnevezték Azumá-ra. Korábban CSS Stonewall[1]-ként teljesített szolgálatot az amerikai polgárháborúban.
- Fuszó (1877–1910)

- Az első kínai–japán háborúban zsákmányolt csatahajók:
  - Csinen (1882) – korábban  Csen Juen néven állt szolgálatban a kínai császári haditengerészetnél (1895–1914)

- Fudzsi csatahajóosztály
  - Fudzsi (csatahajó) (1896–1948)
  - Jasima (1896–1904)

- Sikisima csatahajóosztály
  - Sikisima (1898–1948)
  - Hacusze (1899–1904)
- Aszahi (1899–1942)
- Mikasza (1900) – konzerválva lett

- Az orosz–japán háborúban zsákmányolt csatahajók:
  - Iki (1905–1915) – (1889, volt orosz I. Miklós cár csatahajó)
  - Tango (1905–1923) – (1892, volt orosz Poltava csatahajó)
  - Szagami (1905–1916) – (1898, volt orosz Pereszvet csatahajó)　
  - Szuvo (1905–1946) – (1900, volt orosz Pobeda csatahajó)
  - Hizen (1905–1924) – (1900, volt orosz Retvizan csatahajó)
  - Ivami (1905–1924) – (1902, volt orosz Orjol csatahajó)
  - Misima (1905–1936) – (1894, volt orosz Admiral Szenyavin csatahajó)　
  - Okinosima (1905–1925) – (1896, volt orosz Aprakszin vezértengernagy csatahajó)

- Katori csatahajóosztály
  - Katori (1905–1924)
  - Kasima (1905–1924)

- Szacuma csatahajóosztály
  - Szacuma (1906–1924)
  - Aki (1907–1923)

- Kavacsi csatahajóosztály
  - Kavacsi (1910–1918)
  - Szetcu (1911–1924)

- Kongó csatacirkáló-osztály – átépítve gyorscsatahajókká
  - Kongó (1912–1944)
  - Hiei (1912–1942)
  - Haruna (1913–1945)
  - Kirisima (1913–1942)

- Fuszó csatahajóosztály
  - Fuszó (1914–1944)
  - Jamasiro (1915–1944)

- Isze csatahajóosztály
  - Isze (1916–1945)
  - Hjúga (1917–1945)

- Nagato csatahajóosztály
  - Nagato (1919–1946)
  - Mucu (1920–1943)

- Az első világháborúban zsákmányolt csatahajók:
  - SMS Weissenburg – a németektől átvette Törökország (Torgud Reisz), akiktől a japánok megszerezték volna, de nem lett átadva. A Dardanelláknál lehorgonyzott hajót a törökök 1938-ban kivonták, majd 1956–1957 között szétmállott.
  - SMS Nassau – Névlegesen átvették a háborút követően, de eladták egy brit hajókereskedőnek. Dordrechtben szétvágva 1920-ban.
  - SMS Oldenburg (1910) – Névlegesen átvették a háborút követően, de eladták egy brit hajókereskedőnek. Dordrechtben szétvágva 1921-ben.

- Kaga csatahajóosztály
  - Kaga (1921) – 1923-1928 között átépítve repülőgép-hordozóvá
  - Tosza (1922-ben törölt)

- Jamato csatahajóosztály
  - Jamato (1940–1945)
  - Muszasi (csatahajó) (1940–1944)
  - Sinano – átépítve repülőgép-hordozóvá
  - No.111 (1942-ben törölt)
  - No.797 (el nem kezdett)

## Repülőgép-anyahajók és -hordozók
Összesen harminchét repülőgép-anyahajó és repülőgép-hordozó lett megtervezve 1913-tól 1945-ig, melyekből végül két repülőgép-anyahajó és harminc repülőgép-hordozó szolgált a Japán Császári Haditengerészetben, további öt építését pedig nem fejezték be.
- Vakamija (1913) – Japán első repülőgép-anyahajója. Eredetileg a brit építésű Lethington orosz teherhajó, 1905-ben zsákmányolták. Ezt követően neve Takaszaki-Maru, majd Vakamija-Maru lett.
- Notoro (1920) – Siretoku osztályú flotta-olajszállító (1920-tól), 1924-ben átépítve repülőgép-anyahajóvá. 1942-ben visszaépítették tankerré.
- Kamoi – Az 1932. január 28-i incidensre átépítették anyahajóvá.
- Akicusima (1941) – Osztálynak készült.
  - Csihaja – Az Akicusima második hajója lett volna, de 1942-ben leállították, később szétvágták.

- Hósó (1921) – A világ első olyan hadrendbe állított hadihajója, amelyet eredetilegi is repülőgép-hordozónak terveztek és építettek meg[2] (1946-ban szétvágva)
- Kaga (†) (1921–1942. június 4.) – Csatahajónak kezdték építeni, a Kaga csatahajóosztály első hajója lett volna, 1928-ra építették át repülőgép-hordozóvá. (midwayi csata)
- Akagi (†) (1925–1942. június 4.) – Csatacirkálónak kezdték építeni, az Amagi csatacirkáló-osztály második hajója lett volna. (midwayi csata)
- Rjúdzsó (†) (1931–1942. augusztus 24.) (kelet-Salamon-szigeteki csata)
- Sinjo (†) (1934–1944. november 17.) – A német SS Scharnhorst-ból átépítve. (a USS Spadefish (SS-411) megtorpedózta)

- Szórjú repülőgéphordozó-osztály
  - Szórjú (†) (1935–1942. június 4.) (midwayi csata)
  - Hirjú (†) (1937–1942. június 5.) (midwayi csata)

- Zuihó repülőgéphordozó-osztály
  - Sóhó (†) (1935–1942. május 6.) (korall-tengeri csata)
  - Zuihó (†) (1936–1944. október 25.) (tengeri csata a Leyte-öbölben: Engaño-foki csata)

- Kaijo (1938) (1948-ban szétvágva)

- Sókaku repülőgéphordozó-osztály
  - Sókaku (†) (1939–1944. június 19.) (filippínó-tengeri csata)
  - Zuikaku (†) (1939–1944. október 25.) (tengeri csata a Leyte-öbölben)

- Hijó repülőgéphordozó-osztály
  - Dzsunjó (1941) (1947-ben szétvágva)
  - Hijó (†) (1941–1944. június 20.) (filippínó-tengeri csata)

- Taijó kísérő-repülőgéphordozó-osztály
  - Unjó (†) (1939–1944. szeptember 17.) (a USS Barb (SS-220) megtorpedózta)
  - Csújó (†) (1939–1943. december 4.) (a USS Sailfish (SS-192) megtorpedózta)
  - Taijó (†) (1940–1944. augusztus 18.) (a USS Rasher (SS-269) megtorpedózta)

- Akicu maru repülőgéphordozó-osztály
  - Akicu maru (†) (1941–1944. november 15.) (a USS Queenfish (SS-393) megtorpedózta)
  - Nigicu maru (1942)

- Rjúhó (1942) (1946-ban szétvágva)
- Taihó (†) (1943–1944. június 19.) (filippínó-tengeri csata)

- Csitosze repülőgéphordozó-osztály
  - Csijoda (†) (1943–1944. október 25.)
  - Csitosze (repülőgép-hordozó) (†) (1944–1944. október 25.) (tengeri csata a Leyte-öbölben) – Korábban egy Kaszagi osztályú cirkáló is viselte ezt a nevet, majd a Csikugo osztályú 1973-as Csitosze (DE–220) is.

- Unrjú repülőgéphordozó-osztály
  - Amagi (1943) (1947-ben szétvágva)
  - Unrjú (1943–1944. december 19.) (a USS Redfish (SS-395) megtorpedózta)
  - Kacuragi (1944) (1947-ben szétvágva)
  - Kaszagi – befejezetlen
  - Aszo – befejezetlen
  - Ikoma (osztály) – befejezetlen
    - Ikoma – szétbontották
    - Kurama/Kaimon + 8 egység – szétbontották

- Sinano (1944–1944. november 29.) – A Jamato osztályú csatahajó lett átépítve repülőgép-hordozóvá. (a USS Archer-Fish (SS-311) megtorpedózta)

- Simane maru kísérő-repülőgéphordozó-osztály
  - Simane maru (†) (1944–1945. július 25.) (RAF légitámadás során a Sido-öbölben elsüllyedt)
  - Otakiszan maru – befejezetlen (1948-ban szétvágva)
  - Daidzsu maru – építése 1945-ben leállítva, 1949-ben újraindítva Rjúhó maru néven (1964-ben szétvágva)
  - Taisa maru – 1944-ben törölve

- Jamasio maru repülőgéphordozó-osztály
  - Jamasio maru (†) (1944–1945. február 17.)
  - Csigusza maru – befejezetlen, a háború után tankerként szolgált
  - Zuiun maru – befejezetlen, a háború után tankerként szolgált

- Kumano maru (1945) (1948-ban szétvágva)

## Cirkálók

### Őrcirkálók
- Az első kínai–japán háborúban zsákmányolt cirkálók:
  - Szaien (1895–1904)

- Izumi (1884–1912)

- Naniva cirkálóosztály
  - Naniva (1885–1912)
  - Takacsiho (1885–1914)

- Unebi (1886–1887)

- Jaejama (1890–1911)

- Csijoda (1891–1927)

- Csisima (1892–1892)

- Macusima cirkálóosztály
  - Icukusima (cirkáló) (1891–1926)
  - Macusima (1892–1908)
  - Hasidate (1894–1927)

- Akicusima (1894–1927)

- Josino (1893–1904)

- Szuma cirkálóosztály
  - Szuma (1896–1923)
  - Akasi (1899–1928)

- Takaszago (1898–1904)

- Kaszagi cirkálóosztály
  - Kaszagi (1898–1916)
  - Csitosze (cirkáló) (1898–1928)

- Niitaka cirkálóosztály
  - Niitaka (1904–1923)
  - Cusima (1904–1936)

- Otova (1904–1917)

- Csikuma cirkálóosztály
  - Csikuma (1912–1931)
  - Hirado (1912–1940)
  - Jahagi (1912–1940)

- Tone (1907) (1910–1931)

- Az orosz–japán háborúban zsákmányolt cirkálók:
  - Cugaru (1908–1921) – 1901, volt orosz Pallada cirkáló.
  - Szoja (1907–1916) – 1901, volt orosz Varjag cirkáló.
  - Szuzuja (1906–1913) – 1901, volt orosz Novik cirkáló.

### Gyorscirkálók, deszanthajók
- Jodo cirkálóosztály
  - Jodo (1908–1940)
  - Mogami (1908–1928)

### Könnyűcirkálók
- Tenrjú cirkálóosztály
  - Tenrjú (1919–1942)
  - Tacuta (1919–1944)

- Kuma cirkálóosztály
  - Kuma (1920–1944)
  - Tama (1921–1944)
  - Kitakami (1921–1945)
  - Ói (1921–1944)
  - Kiszo (1921–1944)

- Az első világháborúban zsákmányolt német cirkálók:
  - Y (1920–1922) – 1909, volt német SMS Augsburg.

- Nagara cirkálóosztály
  - Nagara (1922–1944)
  - Iszuzu (1923–1945)
  - Jura (1923–1942)
  - Natori (1922–1944)
  - Kinu (1922–1944)
  - Abukuma (1925–1944)

- Szendai cirkálóosztály
  -  Szendai (1924–1943)
  - Dzsincu (1925–1943)
  - Naka (1925–1944)

- Júbari (1923–1944)

- A második kínai–japán háborúban zsákmányolt kínai köztársasági cirkálók:
  - Iosima (1937–1944) – 1931, volt kínai Ning Hai.
  - Jaszosima (1937–1944) – 1935, volt kínai P'ing Hai.

- Katori cirkálóosztály
  - Katori (1940–1944)
  - Kasima (1940–1945)
  - Kasii (1941–1945)
  - Kasivara – el nem készült

- Agano cirkálóosztály
  - Agano (1942–1944)
  - Jahagi (1943–1945)
  - Nosiro (1943–1944)
  - Szakava (1944–1945)

- Ójodo cirkálóosztály
  - Ójodo (1943–1945)
  - Nijodo – el nem készült

### Páncélozott cirkálók
- Aszama cirkálóosztály
  - Aszama (1899–1945)
  - Tokiva (1899–1945)

- Izumo cirkálóosztály
  - Izumo (1900–1945)
  - Ivate (1901–1945)

- Jakumo (1900–1946)

- Azuma (1900–1944)

- Kaszuga cirkálóosztály
  - Kaszuga (1904–1945)
  - Nissin (1904–1936)

- Az orosz–japán háborúban zsákmányolt páncélozott cirkálók:
  - Aszo (1908–1931) – 1903, volt orosz Bajan cirkáló.

### Csatacirkálók
- Cukuba cirkálóosztály
  - Cukuba (1907–1917)
  - Ikoma (1908–1923)

- Ibuki cirkálóosztály
  - Ibuki (1909–1923)
  - Kurama (1911–1923)

- Kongó csatacirkáló-osztály – átépítve gyorscsatahajókká
  - Kongó (1913–1945)
  - Hiei (1914–1942)
  - Haruna (1915–1945)
  - Kirisima (1915–1942)

- Amagi cirkálóosztály
  - Amagi – nem készült el, a nevet az Unrjú repülőgéphordozó-osztály első hajója kapta.
  - Akagi – átépítve repülőgép-hordozóvá.
  - Atago – nem készült el
  - Takao – nem készült el

### Nehézcirkálók
- Furutaka cirkálóosztály
  - Furutaka (1926–1942)
  - Kako (1926–1942)

- Aoba cirkálóosztály
  - Aoba (1927–1945)
  - Kinugasza (1927–1942)

- Mjókó cirkálóosztály
  - Mjókó (1929–1946)
  - Nacsi (1928–1944)
  - Asigara (1928–1945)
  - Haguro (1929–1945)

- Takao cirkálóosztály
  - Takao (1932–1945)
  - Maja (1932–1944)
  - Atago (1932–1944)
  - Csókai (1932–1944)

- Mogami cirkálóosztály
  - Mogami (1935–1944)
  - Mikuma (1935–1942)
  - Szuzuja (1937–1944)
  - Kumano (1937–1944)

- Tone cirkálóosztály
  - Tone (1937) (1938–1945)
  - Csikuma (1939–1944)

- Ibuki cirkálóosztály
  - Ibuki – 1943-ban átépítették könnyű-repülőgép-hordozóvá, azonban az átépítés nem fejeződött be, 1945 nyarán félbehagyták.
  - No. 301 – el nem készült, még a sólyán szétvágták 1943-ban

## Rombolók

### Elsőosztályú rombolók
- Minekaze rombolóosztály (1919–1922)
  - Akikaze
  - Hakaze
  - Hokaze
  - Minekaze
  - Namikaze
  - Nokaze
  - Numakaze
  - Okikaze
  - Szavakaze
  - Siokaze
  - Tacsikaze
  - Jakaze
  - Júkaze

- Kamikaze rombolóosztály (1922–1925)
  - Aszakaze
  - Aszanagi
  - Harukaze
  - Hatakaze (romboló)
  - Hajate
  - Kamikaze (romboló)
  - Macukaze (romboló)
  - Oite (romboló)
  - Júnagi (romboló)

- Mucuki rombolóosztály (1925–1927)
  - Fumizuki
  - Kikuzuki
  - Kiszaragi
  - Mikazuki
  - Minazuki
  - Mocsizuki
  - Mucuki
  - Nagacuki
  - Szacuki
  - Uzuki
  - Jajoi
  - Júzuki

- Fubuki rombolóosztály (1927–1931)
  - Akebono
  - Amagiri
  - Aszagiri
  - Ajanami (romboló)
  - Fubuki
  - Hacujuki
  - Iszonami
  - Mijuki
  - Murakumo
  - Oboro
  - Szagiri
  - Szazanami
  - Sikinami (romboló)
  - Sinonome
  - Sirakumo
  - Sirajuki
  - Uranami (romboló)
  - Usio
  - Uszugumo
  - Jugiri

- Akacuki rombolóosztály (1931–1932)
  - Akacuki
  - Hibiki
  - Ikazucsi
  - Inazuma

- Hacuharu rombolóosztály (1932–1934)
  - Ariake
  - Hacuharu
  - Hacusimo
  - Nenohi
  - Vakaba
  - Jugure

- Siracuju rombolóosztály (1935–1937)
  - Haruszame
  - Kavakaze
  - Muraszame (romboló)
  - Szamidare
  - Sigure
  - Siracuju
  - Szuzukaze
  - Umikaze
  - Jamakaze
  - Judacsi

- Aszasio rombolóosztály (1936–1937)
  - Arare
  - Arasio
  - Aszagumo (romboló)
  - Aszasio
  - Kaszumi
  - Micsisio
  - Minegumo
  - Nacugumo
  - Osio
  - Jamagumo (romboló) – A Japán Tengerészeti Véderőben egy rombolóosztály névadója és első hajóegysége is.

- Kageró rombolóosztály (1938–1941)
  - Akigumo
  - Amacukaze
  - Arasi
  - Hagikaze
  - Hamakaze
  - Hacukaze
  - Hajasio
  - Iszokaze
  - Kagero
  - Kurosio
  - Maikaze
  - Nacusio
  - Novaki
  - Ojasio
  - Siranuhi
  - Tanikaze
  - Tokicukaze
  - Urakaze
  - Jukikaze

- Júgumo rombolóosztály (1941–1944)
  - Akisimo
  - Aszasimo
  - Fudzsinami
  - Hamanami
  - Hajanami
  - Hajasimo
  - Kazagumo
  - Kisinami
  - Kijonami
  - Kijosimo
  - Makigumo (romboló)
  - Makinami (romboló)
  - Naganami
  - Okinami
  - Onami (romboló)
  - Szuzunami
  - Takanami (romboló)
  - Tamanami
  - Jugumo (romboló)

- Akizuki rombolóosztály (1941–1944)
  - Akizuki
  - Fujuzuki
  - Hanazuki
  - Haruzuki
  - Hacuzuki
  - Mocsizuki – el nem készült
  - Nacuzuki
  - Niizuki
  - Simocuki
  - Szuzucuki
  - Teruzuki
  - Vakacuki
  - Joizuki

- Simakaze rombolóosztály (1942)
  - Simakaze

- Macu rombolóosztály (1944–1948)
  - Enoki
  - Hagi
  - Hacuume
  - Hacuzakura
  - Hinoki
  - Kaba (romboló)
  - Kaede
  - Kaki
  - Kasi
  - Kaja
  - Kejaki
  - Kiri
  - Kuszunoki
  - Kuva
  - Maki
  - Macu
  - Momi
  - Momo
  - Nara
  - Nasi
  - Nire
  - Odake
  - Szakura
  - Sii
  - Szugi
  - Szumire
  - Tacsibana (Macu osztály)
  - Take
  - Cubaki
  - Cuta
  - Ume
  - Janagi

- Tacsibana rombolóosztály (1944–1945)
  - Azusza – el nem készült
  - Enoki
  - Hagi
  - Hacuume
  - Hacuzakura
  - Hisi – el nem készült
  - Kaba (romboló)
  - Kagi
  - Kacura – el nem készült
  - Kuszunoki
  - Kuzu – el nem készült
  - Nasi – A Kure 1945 júliusi bombázása során elsüllyedt. 1954-ben kiemelték, majd a Japán Tengerészeti Véderő Vakaba (DE–261)-ként állította hadrendbe.
  - Nire
  - Odake
  - Sakaki – el nem készült
  - Sii
  - Szumire
  - Tacsibana (Tacsibana osztály)
  - Tocsi – el nem készült
  - Cuta
  - Vakazakura – el nem készült
  - Jadake – el nem készült
  - Jaezakura – el nem készült

### Másodosztályú rombolók
- Momi rombolóosztály (1919–1922)
  - Aoi
  - Asi
  - Fudzsi (romboló)
  - Hagi
  - Haszu
  - Hisi
  - Kaki
  - Kaja
  - Kiku
  - Kuri
  - Momi (Momi osztály)
  - Nasi
  - Szumire
  - Szuszuki
  - Tade
  - Take
  - Cuga (Momi osztály)
  - Cuta
  - Varabi
  - Jomogi

- Vakatake rombolóosztály (1922–1923)
  - Aszagao (romboló)
  - Fujo
  - Karukaja
  - Kuretaka
  - Szanae
  - Vakatake

## Torpedónaszádok
- Tomozuru torpedónaszád-osztály (1933)
  - Csidori
  - Hacukari
  - Manazuru
  - Tomozuru

- Otori torpedónaszád-osztály (1935–1937)
  - Hato
  - Hajabusza
  - Hijodori
  - Kari
  - Kaszaszagi
  - Kidzsi
  - Ótori
  - Szagi

## Folyami naszádok
- Szumida (1903)
- Fusimi (1906)
- Ataka
- Okicu
- Karacu – Korábban amerikai USS Luzon (PR–7).
- Katada
- Fushimi (1939)
- Szumida (1939)
- Hozu
- Futami
- Atami
- Szeta
- Kotaka
- Toba
- Hira
- Tatara – Korábban amerikai USS Wake (PR–3).
- 25 tonnás folyami ágyúnaszádok

## Aknatelepítők
- Icukusima (aknatelepítő) –
- Jaejama (aknatelepítő) –

## Tengeralattjárók

### Harmadosztályú tengeralattjárók
- Kjo-hoteki osztály
- Kairju osztály

## Öngyilkos rohamcsónakok
- Sinjo – Körülbelül 6500 egység épült belőle.

## Fordítás
- Ez a szócikk részben vagy egészben  a   List of ships of the Imperial Japanese Navy című angol Wikipédia-szócikk ezen változatának fordításán alapul.  Az eredeti cikk szerkesztőit annak laptörténete sorolja fel. Ez a jelzés csupán a megfogalmazás eredetét és a szerzői jogokat jelzi, nem szolgál a cikkben szereplő információk forrásmegjelöléseként.